# Eurithia fucosa
Eurithia fucosa är en tvåvingeart som först beskrevs av Louis-Paul Mesnil 1975.  Eurithia fucosa ingår i släktet Eurithia och familjen parasitflugor. Inga underarter finns listade i Catalogue of Life.